# 維索科費多里夫卡
50°5′18″N 24°11′25″E / 50.08833°N 24.19028°E
維索科費多里夫卡（烏克蘭語：Високофедорівка），是烏克蘭西部的村莊，隸屬利維夫州的利維夫區。該村始建於1880年，面積0.72平方公里，海拔高度219米，2018年人口75。